# Kevin Hill
Kevin Hill è una serie televisiva statunitense prodotta dal 2004 al 2005.
La serie è stata trasmessa in prima visione negli Stati Uniti da UPN dal 29 settembre 2004. In Italia è stata trasmessa in prima visione satellitare da Fox Life dal 18 giugno 2005, ed in chiaro da Rai 2 dal 2 giugno 2008. Anche se gradito dalla critica, Kevin Hill non ha attirato una sufficiente valutazione da parte della casa produttrice UPN per continuare dopo la sua prima stagione.

## Trama
New York. Kevin Hill è un giovane avvocato afroamericano. Ha un grande successo nel suo lavoro e con il mondo femminile. La sua vita cambia quando si trova costretto a doversi occupare della piccola Sarah, di dieci mesi, figlia di un cugino morto. Questo si rende necessario assumere un babysitter, la sua scelta ricade su George, un ragazzo gay. E a causa dei nuovi ritmi, Kevin abbandona il suo prestigioso studio legale a scapito di un piccolo studio gestito da sole donne.

## Episodi
| Stagione       | Episodi | Prima TV originale | Prima TV Italia |
| -------------- | ------- | ------------------ | --------------- |
| Prima stagione | 22      | 2004-2005          | 2005            |

## Personaggi e interpreti

### Personaggi principali
- Kevin Hill (stagione 1), interpretato da Taye Diggs, doppiato da Riccardo Rossi.
- Damian "Dame" Ruiz (stagione 1), interpretato da Jon Seda, doppiato da Luigi Ferraro.
- George Weiss (stagione 1), interpretato da Patrick Breen, doppiato da Franco Mannella.
- Nicolette Raye (stagione 1), interpretata da Christina Hendricks, doppiata da Federica De Bortoli.
- Veronica Carter (stagione 1), interpretata da Kate Levering, doppiata da Eleonora De Angelis.
- Jessie Grey (stagione 1), interpretata da Michael Michele, doppiata da Emanuela Rossi.
- Melenie (stagione 1), interpretata da Meagan Good.

### Guest star
- Terri Knocks (stagione 1), interpretata da Toni Braxton.
- Sandra (stagione 1), interpretata da Eva Pigford.
- Francine Prescott (stagione 1), interpretata da Idina Menzel.